# Választási küszöb
A választási küszöb (másként parlamenti, kizárási, bekerülési vagy bejutási küszöb) a listás választási rendszerek egyik lehetséges eleme. A bejutási küszöb alapvetően az arányos, valamint a vegyes rendszerekben az egyik szűrőt jelenti a választásokon induló szervezetek számára. Lényege, hogy egy előre meghatározott szavazataránynál alacsonyabb támogatottságot, vagy egy meghatározott szavazatszámnál kevesebb szavazatot megszerző pártok nem részesülhetnek a listás szavazatokért járó mandátumokból.
Ez a ma széles körben használt választási rendszerek esetében azzal jár, hogy a leadott szavazatok egy része nem jut képviselethez. Ennek kompenzálására javasolták Németországban a tartalékszavazat intézményének bevezetését.

## Típusai
A választási küszöbnek két formája van:
- természetes (azaz matematikai vagy effektív küszöb), és
- intézményesített (jogi vagy mesterséges küszöb).

### Természetes küszöb
A nem intézményesített (természetes, rejtett, vagy informális) küszöb azokban a választási rendszerekben működik, ahol nem írnak elő elérendő eredményt a pártok számára. A parlamentbe történő bejutáshoz ebben az esetben is szükséges egy szavazatarány elérése, ez pedig a mandátumok kiosztásának matematikai természetéből adódik. A nem intézményesített küszöböt nehéz pontosan meghatározni, leginkább azt a szavazatarányt tekintik küszöbnek, amely garantálja, hogy egy pártnak legalább egy képviselője mandátumhoz jut az adott választókerületben, ez az arányos képlettől függően különböző módon kell kiszámítani. Egy öt képviselői helyről döntő választókerületben a 20% fölötti eredményt elérő pártok biztosak lehetnek legalább egy mandátumban, a 10% alatti eredményt elérő pártok pedig bizonyosan elbuknak (kivéve, ha a választási törvény kedvezményes mandátumszerzési lehetőséget biztosít). A tényleges természetes küszöb magassága függhet az induló pártok számától, a közöttük fennálló erőviszonyoktól, illetve a mandátumok elosztásakor használt matematikai módszertől.
Természetes küszöb egyéni rendszerekben is mindig létezik, például egy relatív többségi választási rendszerben, ahol egy körzetben egy képviselőt képviselőt választanak, a természetes küszöb a második helyezett jelölt szavazatszámánál eggyel nagyobb szavazatszám (egyenlő szavazatszám esetén a választás döntetlen lenne). Az egyetlen átruházható szavazat ellenben egy arányos egyéni rendszer, amiben a természetes küszöböt a listás rendszerekhez hasonlóan a  körzetben elosztható mandátumok száma és az induló jelöltek közötti erőviszonyok határozzák meg.

### Intézményesített küszöb
Intézményesített küszöbről beszélhetünk, amikor a választásról szóló törvényben határozzák meg egy vagy több elérendő kritériumot.
A kritérium a legtöbbször szavazatarányt jelent, amelyet a választásokon leadott érvényes szavazatok százalékában fejeznek ki. Magyarországon és a legtöbb országban ez 5%. A kritérium lehet abszolút értékű is, tehát jelenthet egy adott szavazatszámot. Az 1945-ös magyarországi választáson például 14 000 érvényes szavazat jelentett egy mandátumot az induló pártok számára. A kritérium lehet összetett is. (Például: az érvényes szavazatok 5%-ának megszerzése országos szinten, illetve az ország legalább két régiójában.) A kritériumoknak léteznek a szavazati arányoktól elszakadó formái is, például ha egy párt csak a megszerzett egyéni képviselői helyek bizonyos száma esetén részesülhet a listás szavazatokért szétosztandó mandátumokból.

### Egyéb küszöbök
Választásokon alkalmazható egyéb feltételek közé tartozik például az érvényességi küszöb, vagy a listaállításhoz szükséges jelöltszám.

## Jelentősége
A listás választási rendszerek általában alapvetően arányos rendszerek. Ezekben a választásokon egymással versengő pártok a szavazatok arányában jutnak mandátumhoz. A klasszikus rendszerben a listás szavazatok adott százalékát megszerző párt a listáról kiosztható mandátumok adott százalékához jutott, ezzel a felálló parlament gyakorlatilag a lakosság teljes politikai sokszínűségét leképezte. A küszöb nélküli arányos rendszer előnyének a politikai pluralizmus megjelenítése nevezhető.

### Érvek a küszöb mellett
Az arányos listás rendszer azonban az előnyöket meghaladó nehézségeket is jelent a parlamentarizmus számára. Ha a viszonylag kis támogatottságot élvező pártok is könnyen parlamenti képviselethez juthatnak, ez a politikai teret igen szegmentálttá teheti. A rengeteg apró, sok esetben egymásnak ellentmondó programot képviselő párt megnehezíti a kormányzó többség létrehozását. A számtalan kisebb párt blokkolhatja a kormányzást, komplikálja és drágítja a parlament működését, illetve nehezítheti a politikai kompromisszumok kialkudását. A parlamentarizmus működése szempontjából egyesek szerint kedvezőbb az, ha a parlament összetétele csak bizonyos korlátok között képezi le a társadalom politikai sokszínűségét, a választás pedig egy kormányzó többséget biztosítani képes pártstruktúrát eredményez. A választási küszöb a választási törvénybe vagy az alkotmányba beépített intézmény. Lényege, hogy a választóknak csak egy kis méretű kisebbsége által támogatott pártok listás mandátumhoz jutását megakadályozza.  A küszöb alkalmazása esetén a parlamenti politika megőrzi ugyan plurális mivoltát, de kevésbé tagolttá, könnyebben áttekinthetővé válik. Maga a pártstruktúra koherensebbé lesz, az egyes pártokon belüli csoportoknak nem éri meg az apróbb nézetkülönbségek miatt új pártot alapítani, hiszen egy párt népszerűvé tétele hosszú idő, a választási küszöb elbukása pedig a hatalomból való teljes kiszorulást jelentené az új szervezet számára. A küszöb megnehezíti, de nem lehetetleníti el az új pártok politikai életbe történő bekapcsolódását.
A küszöb melletti érvekre ellenérvként szolgál, hogy a küszöb intézménye nem szükséges a kormányzóképesség biztosításához. Kormányzóképességet lehet biztosítani például úgy is, ha sikertelen kormányalakítás esetén új választásokat írnak ki, amelyen csak a két legnagyobb párt vesz részt, vagy minden párt részt vesz, de a mandátumok több, mint 50%-át automatikusan megkapja a legnagyobb támogatottsággal rendelkező párt (többségi bónusz). Ezen kívül, elnöki rendszerekben nincs szükség kormányzóképes parlamenti többségre kormányalakításhoz.

### Érvek a küszöb ellen
A küszöb kritikusai gyakran azt kifogásolják, hogy mandátumok szétosztásakor a küszöb alatti eredményt elérő pártokra adott szavazatok nem kerülnek beszámításra, lényegében elvesznek. A minimális társadalmi bázisú pártokra adott szavazatok így hiábavaló szavazatnak számítanak. A rendszer a pártokat és a politizáló személyeket szövetkezésre, a társadalmi támogatottság növelésére ösztönzi, a választókat pedig arra, hogy a bejutásra inkább esélyes pártokra szavazzanak. Az elveszett szavazatok problémájára számos megoldást felvetettek már, de egy se nyert országos szinten alkalmazást.
Mások nem csak az elveszett szavazatok miatt tartják aggályosnak a küszöböt, hanem a kisebb pártok kizárását a parlamenti munkából eleve antidemokratikusnak tartják. Ezen kívül a legkisebb támogatottsággal rendelkező csoportok, pl. egyes nemzetiségek gyakran egybeesnek azokkal, ahol különös érdek fűződik a képviseleti rendszerbe való becsatornázásukhoz. Ezt Magyarországon a nemzetiségek esetén a bőven a küszöb alatti, kedvezményes nemzetségi listás kvótával biztosítják.
A küszöb használata az elveszett szavazatok miatt azt is eredményezi, hogy törvényeket nem csak a szavazók abszolút többségének támogatását élvező párt vagy pártok képviselői hozhatnak, hanem a parlamentben abszolút többséget alkothat egy olyan párt vagy koalíció, amely a választók között csak a legnagyobb kisebbségnek minősül.

### Az ideális küszöb kérdése
AZ Európa Tanács Parlamentáris Közgyűlése 3%-nál nem nagyobb küszöböt ajánl, ennek jelenleg többek között Magyarország és Németország se felel meg az 5%-os országos küszöbbel (azonban Németországban az 5%-os küszöb mellett alternatív (vagylagos) feltételként bizonyos számú egyéni mandátum megszerzése mellett is lehet listás mandátumokat szerezni). Az egyetlen átruházható szavazat esetében a természetes küszöböt ajánlott 10% alatt tartani, amihez általában legalább 3 mandátum kell egy körzetben.

## Használata

### Magyarországon
Az 1919-es választási törvényig Magyarországon az egyéni választókerületekre alapozott választási rendszer volt érvényes, ezekben az időkben bejutási korlát nem volt. 
Magyarországon elsőként az 1919-es IX. néptörvény (amely alapján nem bonyolítottak egyetlen választást sem), illetve az 1925-ös választási törvény honosította meg a listás (akkori kifejezéssel lajstromos) választás intézményét. Egyik törvény sem határozott meg bejutási küszöböt, a pártok a megszerzett szavazatok arányában jutottak mandátumhoz. Az 1938-as választási törvény megszüntette az országos listákat, helyettük pedig bevezette a vármegyei listákat. Ezek esetében a törvény 7. §-a kimondja az arányosság követelményét, tehát nem állapít meg választási küszöböt. A vármegyei lajstromok által elérhető helyek alacsony száma (a vármegyék többségében 1-2) miatt ezen helyeken az adminisztratív bejutási küszöb olyan magasnak adódott, hogy szinte kizárólag a Magyar Élet Pártja juthatott mandátumhoz. Az 1945-ös választási törvényben 14 000 szavazatért járt egy képviselői mandátum, illetve ugyanezt a modellt vette át az 1947-es választási törvény is. Ez volt az első parlamenti küszöb, amely nem relatív, hanem abszolút küszöböt határozott meg. Az 1949-es választásokra lényegében ugyanez a rendszer maradt életben, ám értelmét veszítvén. A Népfront indulásával a pártok közötti vetélkedés megszűnt. A Népfront választási monopóliuma a tét nélküli választást eredményezte, ahol az egyetlen induló gyakorlatilag tetszőleges mértékben lépte át a választási küszöböt.
Az 1990-es rendszerváltás előtt az Országgyűlés a választásokra készülve 4%-os bejutási küszöböt jelöltek ki, amelyet a megyei pártlistákra adott szavazatok alapján határoztak meg. A közös és kapcsolt listán induló pártok számára 10, illetve (három vagy annál több párt közös listájára) 15%-os bejutási küszöböt írtak elő. Az 1990-es országgyűlési választás után az Alkotmánybíróság egy panasz nyomán megvizsgálta a bejutási küszöböt, de azt nem találta az Alkotmánnyal ellentétesnek.
Az 1994-es választásokra az önállóan induló pártokra vonatkozó küszöböt 5%-ra emelték, ez az előírás azóta érdemben változatlan. 
2003-ban az 5%-os küszöböt emelték át a Európai Parlament képviselőinek megválasztásáról szóló törvénybe is.
A választási küszöböt jelenleg a 2011. évi CCIII. törvény 14.§-ának két szakasza szabályozza. Ennek értelmében az önállóan induló pártlistáknak 5%-ot, két párt közös pártlistájának 10%-ot, három vagy több párt közös listájának legalább 15%-os támogatást kell kapnia a listás mandátum elnyeréséhez. Magyarországon a 2018-as választás óta a választási küszöb egyben a frakcióalapítási küszöb is. Az 5%-os támogatottságot megszerző pártoknak van joguk országgyűlési frakciót alapítani, az az alatti szervezeteknek viszont nincs.

### Más országokban

#### Izrael
Izrael az alacsonyan tartott választási küszöb talán legismertebb példája. Az izraeli társadalom kezdetétől fogva rendkívül szegmentált. A vallási, etnikai és politikai tekintetben sokszínű ország szavazói a legkülönfélébb pártokat támogatják, amelyeknek választási programjai csak nehezen összeegyeztethetők egymással. Az ország 1947-es megalapítása után a választási küszöböt 1%-on állapították meg. Az 1950-es évektől az 1980-as évekig tartott választásokon rendszeresen 12-15 párt jutott be a parlamentbe. A sokszor radikális kis pártok igényei miatt az 1980-as évekre nehézzé vált a nagy pártok számára a kormánytöbbség megalkotása, majd egyben tartása. Elkezdődött az izraeli belpolitika egyik leghosszabb ideig zajló szélmalomharca, a minimális társadalmi bázissal rendelkező kispártok kiszorítása a parlamentből. 
1988-ban a küszöböt 1%-ról 1,5%-ra emelték. A lépés kis hatással volt csak a választási eredményekre. 1988-ban még 15, 1992-ben 10, 1996-ban 11 párt jutott a parlamentbe. (Jól illusztrálja az izraeli parlament tagoltságát, hogy az 1996 és 1999 között működő első Netanjahu-kormányt hat parlamenti párt támogatta, de a kormányzat mögött a képviselők így is csak a parlament 55%-át tették ki. Az ugyanezen időszakban a kormányt támogató Nemzeti Vallásos Párt hét minisztert adott a kormánynak, miközben csak öt parlamenti képviselője volt.)
2003-ban újabb kísérletet következett a küszöb felemelésére, ekkor 2%-ra emelték azt fel, ám az eredmény elmaradt, a parlamentbe továbbra is 11-et meghaladó számú párt képviselői ültek, a stabil kormánytöbbség fenntartása pedig visszatérő probléma maradt. 2013-ban a küszöböt 3,2%-ra emelték, de ekkorra az izraeli társadalom annyira szegmentálódott, hogy ez nem csökkentette a parlamentbe jutó pártok számát. A 2019-et követő két évben öt választást kellett tartani, mert a Kneszetbe képviselőket küldő pártok képtelenek voltak megegyezni a kormányalakításban.

#### Németország

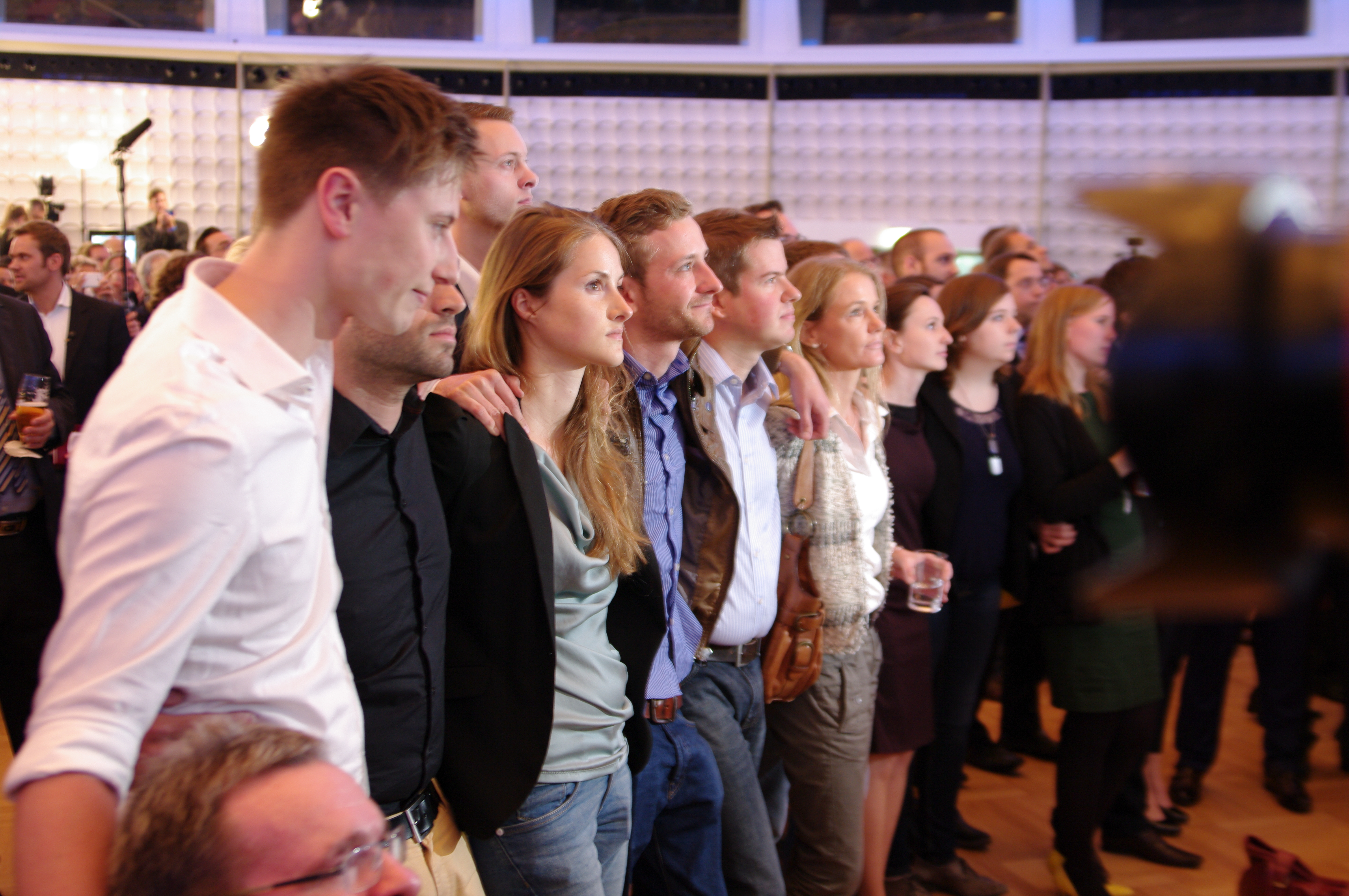
Az FPD elkeseredett aktivistái az 5%-os küszöb elbukásának estéjén

A német nyelven fünf-prozent-Hürde (öt százalékos gát) névvel illetett intézkedés a német választási rendszer egyik legtöbbet emlegetett intézménye. A Weimari köztársaság a választásokat küszöb nélküli rendszerben bonyolították, amely igen nagy számú törpepártot juttatott be a Reichstagba. Jellemző, hogy 1924-es májusi választáson 13 párt jutott képviselethez. Az éles politikai szembenállás mellett az elaprózódott pártstruktúra lehetetlenné tette a stabil kormánytöbbség kialakítását, ezért még abban az évben újra választást kellett tartani. Az 1924 decemberi megismételt választáson a Reichstagban képviselt pártok száma 14-re nőtt, ami ismét lehetetlenné tette egy stabil kormánytöbbség felállítását. A pártok Hans Luther szakértői kormányának felállításával próbálták meg áthidalni a nagy számú koalícióképtelen párt által jelentett problémákat. A nagy számú frakció által felszabdalt, veszekedésbe hajló végtelen vitákkal terhelt német parlament rendkívül népszerűtlenné vált a polgárok körében, akik egyre inkább a parlamentarizmussal szemben álló erők, a nemzetiszocialisták és a kommunisták irányában kezdtek tájékozódni. A német politikai gondolkodás a Weimari Köztársaság népszerűtlenségét a parlament működésképtelenségének is tulajdonította.
A küszöb bevezetésére az NSZK-ban a második világháború után, 1953. július 8-án került sor. Az 1949-es választáson még 10 párt jutott képviselethez a bonni parlamentben, az 1953-as új törvény alapján megválasztott Bundestagban már csak hat. A korlát bevezetése főként a korábban sikeres regionális pártok kimúlását eredményezte, ezek közül csak a bajor CSU tudott megkapaszkodni az országos politikában. A regionális kötődésű pártokat a későbbiekben is sújtotta a küszöb, a csak egyes országrészekben népszerű pártoknak (pl. az egykori NDK-ban erős PDS-nek, vagy a főként nyugatnémet bázisú FPD-nek és Zöldeknek) többször is erősen meg kellett küzdenie a küszöb átlépéséért az országos választásokon.

#### Oroszország
A Szovjetunió széthullása utáni időszakban többször is kísérleteztek a parlamenti küszöb „finomhangolásával”. Az első választásokat a szovjet időkből megörökölt szabályok alapján bonyolították: a Duma 450 képviselőjéből 225-öt választottak listás szavazással, a mandátumokat az 5%-os küszöböt elérő pártok kaphatták meg. A zűrzavaros években azonban az orosz pártstruktúra rendkívül felszabdalttá vált, a küszöböt nyolc párt is elérte, így az 1993-as választás a küszöb ellenére egy teljesen széttagolt, Borisz Jelcin elnökkel szemben álló parlamentet eredményezett. Az 1995-ös (előrehozott) választáson a küszöb már jobban működött, négy párt szerzett mandátumot pártlistáról, ám az elnök mögött álló többség kialakítása így is nehéz volt. 
Az 1999-es választásokra ezért egy formabontó, kettős kritériumú intézményesített választási küszöbben készült fel az orosz állam: A „fő küszöb” továbbra is öt százalék volt, azonban ha az 5%-ot el nem érő pártok együttes eredménye nem érte el az összes leadott szavazatok 50%-át, akkor a 3% fölötti eredményt elérő pártok is eredményeik sorrendjében részesülhetnek a szétosztandó listás mandátumokból egészen addig, amíg a küszöbön felülre kerülő pártok együttesen el nem érik az összes leadott szavazat 50%-át. Ez az arányosságot erősíteni szándékozó kettős küszöb csak két választáson át élt, a "kisküszöb" alkalmazására egyik alkalommal sem került sor. (1999-ben egyetlen párt sem végzett a 2 és 5 százalék közötti sávban, 2003-ban az 5%-ot meghaladó négy párt együttes eredménye 70% fölött volt.) 
2005-ben Vlagyimir Putyin elnök teljesen átrajzolta a választási rendszert. A választókerületeket megszüntette, a választórendszert pedig teljesen arányos listás rendszerré alakították át. Hogy megelőzzék a politikai paletta felaprózódását a küszöböt megemelték 7%-ra. A 7%-os küszöb a 2007-es és a 2011-es választásokon volt érvényben, majd visszatértek a korábbi rendszerhez.

#### Törökország

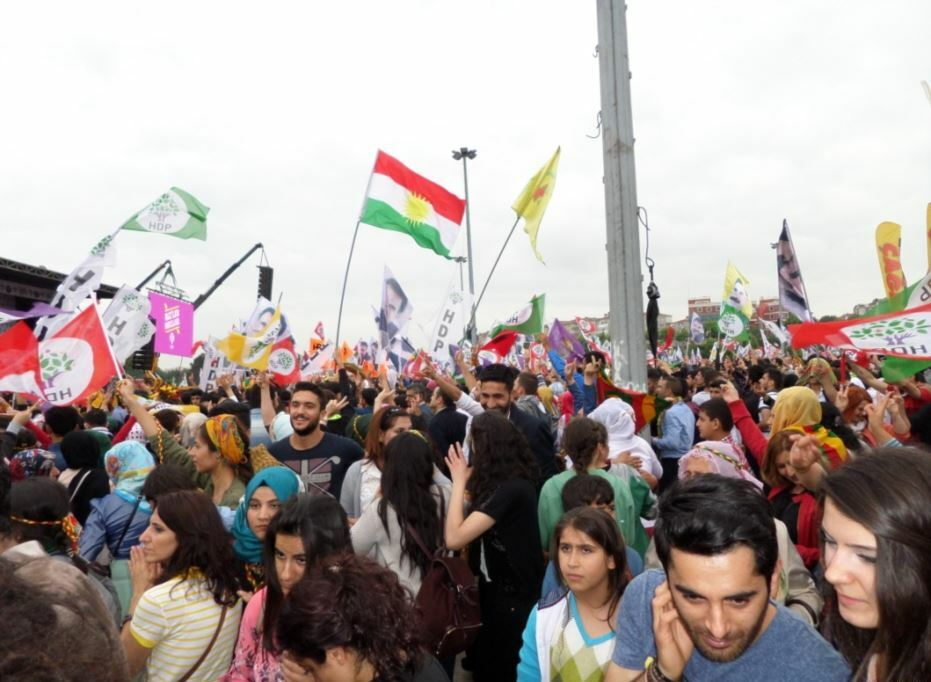
A Népi Demokrata Párt hívei a küszöb átlépését ünneplik Isztambulban 2015-ben

1980 előtt a török belpolitikai élet folyamatos krízist élt át. Az egymással vetélkedő jobb- és baloldali pártok szinte kormányozhatatlanná tették a polgárháború peremén tántorgó országot. A permanens kormányválságnak 1980-ban a török hadsereg puccsa vetett véget. A hatalomátvétel után a katonai kormányzat egy ideiglenes nemzetgyűlést nevezett ki, amelynek feladatául szabta egy új, működőképes parlamentet szavatoló alkotmány létrehozását. A hunta vezetőinek kívánsága az volt, hogy a török választások egyértelmű eredménnyel járjanak, a kormányalakítás könnyű, a ciklusközepi kormányválságok és miniszterelnök-cserék pedig elkerülhetők legyenek, illetve a baloldali és kurd pártok ne kerülhessenek kormányzati pozícióba. Az alkotmányozó nemzetgyűlés az összetett feladatot egy egyedülállóan magas, 10%-os bejutási küszöb megállapításával oldotta meg.
A magasan tartott török küszöböt számtalan kritika érte a későbbiekben. A 10%-os bejutási küszöb képes volt ugyan szavatolni egy stabil kormányzati hátteret adó parlament megválasztását, ám az ország politikai megrázkódtatások sorát szenvedte el a parlamenten kívül rekedt politikai erők radikalizálódása, illetve a pártstruktúra olykor radikális átalakulásai miatt.

### Országok választási küszöb nélkül
A listás választások során nem alkalmaz küszöböt Finnország, Dél-Afrika és Hollandia. Szintén nem tartalmaz választási küszöböt Portugália, Bosznia-Hercegovina és Észak-Macedónia regionális listákkal (ún. kislistákkal) működő rendszere.
A választási küszöb megfelelője azon országokban, amelyekben nem listás rendszerben zajlik a választás a kvóta, például a francia választási rendszerben második fordulót kell tartani, ha az első helyezett nem ért el több szavazatot 50%-nál. Ehhez képest a brit rendszerben a választás egyfordulós és csupán relatív többséggel is lehet nyerni. A választási küszöb lehet 50%-nál magasabb is 50%-nál, például a magyar köztársasági elnök megválasztására első fordulóban 2/3-os többség kell.

## A választási küszöb működése

### Emlékezetesebb bukások és átcsúszások

#### Magyarországon
- Az 1990-es választáson 4% volt az érvényes küszöb. A bejutási határhoz közel végzett a történelmi szociáldemokrata párt örökségét valló Magyarországi Szociáldemokrata Párt (3,55), illetve az önmagára a Kádár-rendszer politikai örököseként tekintő Magyar Szocialista Munkáspárt (3,68%). A két bukásnak főként a politikai baloldalon lettek hosszútávú következményei. Az MSZDP néhány év alatt kiszorult a politikai porondról, átengedvén a szociáldemokrata párt szerepét az parlamentbe bejutó Magyar Szocialista Pártnak. Az MSZMP kispárti létre rendezkedett be és még évtizedeken keresztül folytatta működését, de Magyarországon – ellentétben más rendszerváltó kelet-európai országokkal – a politikai balszél tartósan parlamenti képviselet nélkül maradt.
- Az 1994-es választáson az 5%-os küszöbhöz legközelebb a Munkáspárt (3,18%) járt. Említendő a korábban országgyűlési frakcióval rendelkező MIÉP 1,58%-os veresége.
- 1998-ban ismét a Munkáspárt (3,95%) közelítette meg legjobban a küszöböt.
- 2002-ben a MIÉP ismét parlamenti pártként bukott el 4,37%-kal.
- 2006-ban az MDF 5,04%-os eredményt ért el, amivel éppen csak meg tudták őrizni parlamenti jelenlétüket. A párt alig 2428-cal szerzett több szavazatot az aktuális küszöbnél, ez az országgyűlési választások történetének legszűkebb "átcsúszása".
- 2009-ben az EP-választáson az SZDSZ alig 2,16%-os eredménye a párt nagyon súlyos vereségét jelentette. A nagy múltú liberális pártban a küszöb elbukását követően olyan súlyos szervezeti és politikai válság alakult ki, hogy az egy évvel későbbi országgyűlési választáson már elindulni sem tudott.
- 2014-ben az EP-választáson az LMP ért el 5,04%-os eredményt. A párt az 5%-os határnál 930-cal szerzett több szavazatot. Ez a magyarországi EP-választások történetének legalacsonyabb mandátumot érő választási eredménye.

#### Európában
- A választási küszöb működésének minden bizonnyal legszélsőségesebb példája a 2002-es törökországi választásé. A 10%-os választási küszöböt az 1999-ben megválasztott parlament minden pártja elbukta. A magasra emelt küszöböt mindössze két párt tudta átlépni, az öt és tíz százalék közötti zónában azonban további öt párt rekedt meg, ezek képviselet nélkül maradtak. A győztes iszlamista Igazság és Fejlődés Pártja a szavazatok 34%-ával a képviselői helyek kétharmadához jutott, a szavazók 46,33%-a politikai képviselet nélkül maradt a parlamentben. A választási eredmény megrázta a török belpolitikát és új irányt szabott az ország fejlődésének.
- 2015-ben a lengyelországi választásokon az önállóan induló pártok számára 5, a szövetségben induló pártok számára 8%-os küszöb volt érvényben. Az akkori lengyel baloldal teljesen visszaszorult, népszerűsége alacsony volt, szervezetileg szétesett. A választások előtt hat baloldali párt létrehozta az Egyesült Baloldal nevű választási szövetséget, amely azonban rendkívül népszerűtlennek bizonyult, a választások előtti közvélemény-kutatások olykor csak 3-4%-ra mérték a szövetséget. A választáson az EB a szavazatok 7,55%-át gyűjtötte, ezzel egyetlen mandátumot sem szerzett. A demokratikus lengyel választások történetében először fordult elő, hogy egy teljes politikai oldal (esetünkben a baloldal) képviselet nélkül maradjon a parlamentben. A 2015-ös választásokon a szavazók 16%-a támogatott mandátumhoz nem jutó pártot. A baloldal bukása abszolút többséghez juttatta a Jog és Igazságosság pártot, amely kormányt alakíthatott.
- 2013-ban Németországban 5%-os küszöb volt. A liberális FDP a második világháború utáni (nyugat)német parlament állandó szereplője volt; egyedülállóan hosszú időn, 48 éven át volt kormánypárt. A párt a 2009-'13-as ciklusnak a Bundestag harmadik legerősebb frakciójával, a kormányzó koalíció tagjaként indult neki. A 2013-as választások idején a FDP népszerűsége már évek óta a küszöb környékén stagnált, mégis óriási meglepetés volt, hogy a liberális párt a szavazatok 4,8%-át megszerezve kiesett a Bundestagból. A modern német parlamentarizmusban ekkor fordult elő elsőként, hogy a liberális politikai szegmens parlamenti képviselet nélkül maradt. A kiesés nem volt végzetes az FDP számára. A párt négy év múlva új vezetőkkel és újragondolt politikai mondanivalóval (pl. bevándorlásellenes tézisekkel) megerősödve tért vissza a Bundestagba.
- A 2017-es osztrák választás előtt a 12-15%-os népszerűségű Zöld Párt nem vette fel a párt választási listájára Peter Pilzet, a zöldmozgalom és a párt emblematikus politikusát, aki korábban többször kritizálta a párt működését. Pilz válaszul kilépett a Zöld Pártból és saját választási listát indított. A konfliktus katasztrofális következményekkel járt a zöldmozgalom politikai képviseletére. A 2013-ban még 12%-os támogatottságú párt népszerűsége zuhanni kezdett, a választáson már csak 3,7%-ot értek el. A Zöld Párt 31 év parlamenti politizálás után kényszerült távozni a törvényhozásból. A sors fintora, hogy a „pártütő” Pilz listája átlépte a 4%-os küszöböt, így Pilz képviselő maradhatott.

### Az elvesző szavazatok aránya az egyes választásokon
Az első, 1990-es választásokon a listás szavazatoknak még 15,81%-a érkezett olyan pártlistára, amely végül nem érte el az akkor még csak 4%-os határt. Az első tapasztalatok után a választók gyorsan megtanulták, hogy szavazataikkal inkább a bejutásra esélyes pártokat érdemes segíteniük, így a következő választáson a végül elbukó pártokra adott szavazatok aránya folyamatosan csökkent. (Ezen folyamatban az is szerepet játszhatott, hogy az induló pártlisták száma is visszaesett, a kis pártok már a jelöltállításnál elbuktak.) Az országgyűlési választásokon 2006-ban adtak le a legkevesebben „elvesző szavazatot”, akkor mindössze a szavazatok 3,22%-a nem eredményezett mandátumot. Az EP választásokon 2014-ben a szavazatok 99,09%-a mandátumot eredményezett. A 2010-es évek tapasztalatai alapján az az összegzés adható, hogy a küszöbnek köszönhetően a szavazatok 1-8%-a vész el. 